# Třetí vláda Milana Hodži
Třetí vláda Milana Hodži existovala od 21. července 1937 do 22. září 1938. Jednalo se o vládu tzv. široké koalice a v pořadí o 17. československou vládu období první republiky.

## Odchod německých ministrů
V březnu 1938 vystoupil z vlády Německý svaz zemědělců pod vedením Gustava Hackera. Ten později prosadil sloučení strany se Sudetoněmeckou stranou. Pod tlakem henleinovců se ve stejné době rozpadla i Německá křesťansko sociální strana lidová a ve své většině rovněž splynula se Sudetoněmeckou stranou.
Na sjezdu Německé sociálně demokratické strany dělnické byl v březnu 1938 zvolen novým předsedou Wenzel Jaksch. Předchozí předseda Ludwig Czech následně 11. dubna abdikoval i na funkci ministra. Jelikož předseda vlády Milan Hodža v napjaté situaci hrozícího válečného konfliktu váhal s výběrem jiného Němce do své vlády, žádný německý sociální demokrat už místo Czecha jmenován nebyl.

## Pád vlády
21. září 1938, v době vrcholící Mnichovské krize, Hodžova vláda po nátlaku Francie a Spojeného království přijala německý požadavek na postoupení pohraničních území s převahou německého obyvatelstva Německu. To v Československu vyvolalo rozsáhlé demonstrace, a 22. září vláda odstoupila. Nahradila ji úřednická vláda vedená generálem Janem Syrovým.

## Složení vlády
| Strana                                            | Strana                                                       | Portfej                                           | Ministr           | Nástup do úřadu   | Odchod z úřadu   |
| ------------------------------------------------- | ------------------------------------------------------------ | ------------------------------------------------- | ----------------- | ----------------- | ---------------- |
|                                                   | Republikánská strana zemědělského a malorolnického lidu      | Ministerský předseda                              | Milan Hodža       | 21. července 1937 | 22. září 1938    |
| Ministr vnitra                                    | Republikánská strana zemědělského a malorolnického lidu      | Josef Černý                                       | 21. července 1937 | 22. září 1938     |                  |
| Ministr národní obrany                            | Republikánská strana zemědělského a malorolnického lidu      | František Machník                                 | 21. července 1937 | 22. září 1938     |                  |
| Ministr zemědělství                               | Republikánská strana zemědělského a malorolnického lidu      | Josef Zadina                                      | 21. července 1937 | 22. září 1938     |                  |
|                                                   | Československá sociálně demokratická strana dělnická         | Ministr spravedlnosti                             | Ivan Dérer        | 21. července 1937 | 22. září 1938    |
| Ministr veřejného zdravotnictví a tělesné výchovy | Československá sociálně demokratická strana dělnická         | Ivan Dérer (prozatímní správce)                   | 11. dubna 1938    | 10. května 1938   |                  |
| Ministr železnic                                  | Československá sociálně demokratická strana dělnická         | Rudolf Bechyně                                    | 21. července 1937 | 22. září 1938     |                  |
| Ministr sociální péče                             | Československá sociálně demokratická strana dělnická         | Jaromír Nečas                                     | 21. července 1937 | 22. září 1938     |                  |
|                                                   | Československá strana národně socialistická                  | Ministr školství a národní osvěty                 | Emil Franke       | 21. července 1937 | 22. září 1938    |
| Ministr financí                                   | Československá strana národně socialistická                  | Emil Franke (správce)                             | 21. července 1937 | 2. října 1937     |                  |
| Ministr pošt a telegrafů                          | Československá strana národně socialistická                  | Alois Tučný                                       | 21. července 1937 | 22. září 1938     |                  |
| Ministr propagandy                                | Československá strana národně socialistická                  | Hugo Vavrečka                                     | 16. září 1938     | 22. září 1938     |                  |
|                                                   | Československá strana lidová                                 | Ministr veřejných prací                           | Jan Dostálek      | 21. července 1937 | 22. září 1938    |
| Ministr unifikací                                 | Československá strana lidová                                 | Jan Šrámek                                        | 21. července 1937 | 22. září 1938     |                  |
|                                                   | Československá živnostensko-obchodnická strana středostavová | Ministr průmyslu, obchodu a živností              | Josef V. Najman   | 21. července 1937 | 4. prosince 1937 |
| Rudolf Mlčoch                                     | Československá živnostensko-obchodnická strana středostavová | Ministr průmyslu, obchodu a živností              | 4. prosince 1937  | 22. září 1938     |                  |
|                                                   | Národní sjednocení                                           | Ministr bez portfeje                              | František Ježek   | 19. března 1938   | 10. května 1938  |
| Ministr veřejného zdravotnictví a tělesné výchovy | Národní sjednocení                                           | 10. května 1938                                   | František Ježek   | 22. září 1938     |                  |
|                                                   | Německá sociálně demokratická strana dělnická v ČSR          | Ministr veřejného zdravotnictví a tělesné výchovy | Ludwig Czech      | 21. července 1937 | 11. dubna 1938   |
|                                                   | Německý svaz zemědělců a venkovských živností                | Ministr bez portfeje                              | Franz Spina       | 21. července 1937 | 23. března 1938  |
|                                                   | Německá křesťansko-sociální strana lidová                    | Ministr bez portfeje                              | Erwin Zajiček     | 21. července 1937 | 24. března 1938  |
|                                                   | Nestraničtí ministři                                         | Ministr zahraničí                                 | Kamil Krofta      | 21. července 1937 | 22. září 1938    |
| Ministr financí                                   | Nestraničtí ministři                                         | Josef Kalfus                                      | 2. října 1937     | 22. září 1938     |                  |